# تئودور یولیوشون
تئودور یولیوشون (ایسلندی: Theódór Júlíusson؛ زادهٔ ۲۱ اوت ۱۹۴۹) بازیگر اهل ایسلند است.
از فیلم‌ها یا برنامه‌های تلویزیونی که وی در آن نقش داشته‌است، می‌توان به آتشفشان، دریا، چنین چیزی نیست، خنده مرغ دریایی، شاهین، شهر شیشه‌ای، عمیق و قوچ اشاره کرد.